# Margovula
Genre
Synonymes
- Lacrima Cate, 1973[1]

Margovula est un genre de mollusques gastéropodes de la famille des Ovulidae.

## Liste d'espèces
Selon World Register of Marine Species (30 septembre 2017) :
- Margovula anulata (Fehse, 2001)
- Margovula bimaculata (A. Adams, 1855)
- Margovula crawfordcatei Lorenz & Fehse, 2009
- Margovula lacrima (Cate, 1973)
- Margovula marginata (G. B. Sowerby I, 1828)
- Margovula pyriformis (G. B. Sowerby I, 1828)
- Margovula somaliensis (Fehse, 2001)
- Margovula tinctilis Cate, 1973
- Margovula translineata (Cate, 1973)